# Кальта (приток Большой Усы)
Кальта — река в России, протекает в Пермском крае. Устье реки находится в 5,8 км по левому берегу реки Большая Уса. Длина реки составляет 23 км.
На речке расположены деревни Кальта, Чиганда, Пантелеевка, Дубленёвка.

## Данные водного реестра
По данным государственного водного реестра России относится к Камскому бассейновому округу, водохозяйственный участок реки — Кама от Воткинского гидроузла до Нижнекамского гидроузла, без рек Буй (от истока до Кармановского гидроузла), Иж, Ик и Белая, речной подбассейн реки — бассейны притоков Камы до впадения Белой. Речной бассейн реки — Кама.
Код объекта в государственном водном реестре — 10010101412111100016585.